# 未來日記 (綜藝節目)
《未來日記》（韓語：미래일기）是韓國MBC的綜藝節目，由安正煥、姜成妍、Jessi等人出演，各集亦會邀請其他藝人明星共同參與，節目以假設出演者到未來某個年紀時，體驗當時的生活狀況。

## 各集內容
| 集數 | 播放日期    | 地點 |
| ---- | ----------- | ---- |
| 1    | 2017年4月日 |      |